# Roy Orbison/Beatles Tour
Il Roy Orbison/The Beatles Tour fu una tournée del 1963, nata come collaborazione tra Roy Orbison e la band The Beatles, allora al loro debutto come artisti di fama nazionale.
I Beatles inizialmente dovevano partecipare come band di supporto, come avevano fatto nel precedente Tommy Roe / Chris Montez Tour, ma la loro sempre più crescente popolarità li rese i veri protagonisti del tour.

## Scaletta

### Beatles
1. Some Other Guy (Richard Barrett)
2. Do You Want to Know a Secret
3. Love Me Do / A Taste Of Honey (Bobby Scott)
4. From Me to You
5. Please Please Me
6. I Saw Her Standing There
7. Twist and Shout / Long Tall Sally (Little Richard)

### Roy Orbison
1. Only the Lonely
2. Candy Man
3. Running Scared
4. What'd I Say (Ray Charles)
5. Dream Baby (How Long Must I Dream)
6. In Dreams

## Date del tour
| Data           | Città               | Paese       | Luogo                    |
| -------------- | ------------------- | ----------- | ------------------------ |
| 18 Maggio 1963 | Slough              | Inghilterra | Adelphi                  |
| 19 Maggio 1963 | Stoke-on-Trent      | Inghilterra | Gaumont Cinema           |
| 20 Maggio 1963 | Southampton         | Inghilterra | Southampton Gaumont      |
| 22 Maggio 1963 | Ipswich             | Inghilterra | Ipswich Gaumont          |
| 23 Maggio 1963 | Nottingham          | Inghilterra | Nottingham Odeon         |
| 24 Maggio 1963 | Walthamstow         | Inghilterra | Walthamstow Granada      |
| 25 Maggio 1963 | Sheffield           | Inghilterra | Sheffield City Hall      |
| 26 Maggio 1963 | Liverpool           | Inghilterra | Liverpool Empire Theatre |
| 27 Maggio 1963 | Cardiff             | Galles      | Capitol Theatre          |
| 28 Maggio 1963 | Worcester           | Inghilterra | Worcester Gaumont        |
| 29 Maggio 1963 | York                | Inghilterra | Rialto Theatre           |
| 30 Maggio 1963 | Manchester          | Inghilterra | Manchester Odeon         |
| 31 Maggio 1963 | Southend-on-Sea     | Inghilterra | Southend-on-Sea Odeon    |
| 1 Giugno 1963  | Tooting             | Inghilterra | Tooting Granada          |
| 2 Giugno 1963  | Brighton            | Inghilterra | Brighton Hippodrome      |
| 3 Giugno 1963  | Woolwich            | Inghilterra | Woolwich Granada         |
| 4 Giugno 1963  | Birmingham          | Inghilterra | Birmingham Town Hall     |
| 5 Giugno 1963  | Leeds               | Inghilterra | Leeds Odeon              |
| 7 Giugno 1963  | Glasgow             | Scozia      | Glasgow Odeon            |
| 8 Giugno 1963  | Newcastle upon Tyne | Inghilterra | Newcastle City Hall      |
| 9 Giugno 1963  | Blackburn           | Inghilterra | King George's Hall       |

## Componenti

### Roy Orbison & Band
- Roy Orbison – voce solista, chitarra
- Rodney Justo – voce di supporto
- Dean "Ox" Daughtry – tastiere
- John Raney Adkins – chitarra
- Paul Garrison – batterie
- Bill Gilmore – basso
- Jim Marshall – amplificatori

### Beatles
- John Lennon – voce solista e di supporto, chitarra ritmica, chitarra acustica, armonica
- Paul McCartney – voce solista e di supporto, chitarra ritmica
- George Harrison – voce solista e di supporto, chitarra elettrica
- Ringo Starr – batterie

### Supporto
- Gerry and the Pacemakers
- David MacBeth
- Louise Cordet
- Tony Marsh
- Terry Young Six
- Erkey Grant
- Ian Crawford